# تای‌بیو
تای‌بیو (به انگلیسی: ThaiBev) شرکت نوشیدنی تایلندی است، که در زمینه تولید آبجو، نوشیدنی‌های الکلی، رام و آب بسته‌بندی‌شده فعالیت می‌کند.
شرکت تای‌بیو در سال ۱۹۹۱ توسط چاروئن سیریواداناباکدی تأسیس شد و در حال حاضر دارای کارخانه آبجوسازی در کشورهای تایلند، اسکاتلند، لهستان، ایرلند، فرانسه و چین می‌باشد.
دفتر مرکزی این شرکت در بانکوک، تایلند قرار دارد و بخشی از سهام آن در بازار بورس سنگاپور معامله می‌شود.